# Diana Ross’ Greatest Hits
Diana Ross’ Greatest Hits — сборник хитов американской певицы Дайаны Росс, выпущенный в 1976 году. Пластинка достигла 13-го места в альбомном чарте США, уровень продаж там превысил 650 000 копий.

## Список композиций
Сторона «А»:
1. «Touch Me in the Morning» — 3:52
2. «Love Hangover» — 7:48
3. «Last Time I Saw Him» — 2:49
4. «I Thought It Took a Little Time (But Today I Fell in Love)» — 3:22
5. «Theme from Mahogany (Do You Know Where You’re Going To)» — 3:30

Сторона «Б»:
1. «Ain’t No Mountain High Enough» — 6:16
2. «Remember Me» — 3:15
3. «One Love in My Lifetime» — 3:57
4. «Reach Out and Touch (Somebody’s Hand)» — 2:59
5. «Good Morning Heartache» — 2:20

## Позиции в хит-парадах
Еженедельные чарты:
| Хит-парад (1976)                       | Высшая позиция |
| -------------------------------------- | -------------- |
| Австралия (ARIA)                       | 47             |
| Канада (RPM)                           | 6              |
| Великобритания (UK Albums Chart)       | 2              |
| США (Billboard 200)                    | 13             |
| США (Billboard Top R&B/Hip-Hop Albums) | 10             |

Годовые чарты:
| Хит-парад (1976)      | Позиция |
| --------------------- | ------- |
| Канада (RPM Year-End) | 47      |

## Сертификации и продажи
| Регион | Сертификация | Продажи  |
| --- | ------------ | -------- |
| Канада (Music Canada) | Золотой      | 50 000^  |
| Великобритания (BPI) | Золотой      | 100 000^ |
| США (RIAA) | Золотой      | 500 000^ |
| * Данные о продажах приведены только на основе сертификации. ^ Данные о тиражах приведены только на основе сертификации. |              |          |